# Lípa republiky (Libuš)
Lípa republiky v Libuši v Praze roste na zahradě sokolovny v ulici Libušská 294/129 u zastávky MHD U Libušské sokolovny.

## Historie
Lípa svobody byla vysazena 24. října 2018 na připomínku 100. výročí vzniku Československé republiky. Strom zasadili starosta TJ Sokol Libuš JUDr. Karel Krůfa, starosta MČ Praha-Libuš Mgr. Jiří Koubek a přítomní obyvatelé Libuše.

## Významné stromy v okolí
- Lípy svobody v Písnici
- Lípa republiky v Písnici